# Kurt Eberhard
Kurt Eberhard (Rottweil, 12 settembre 1874 – Stoccarda, 8 settembre 1947) è stato un militare tedesco generale e leader delle SS.
In qualità di comandante nella Kiev occupata, fu corresponsabile della pianificazione del massacro di Babij Jar, una delle più grandi operazioni di omicidio di massa da parte dei nazisti avvenuta il 29 e 30 settembre 1941 dove caddero vittime più di 33000 ebrei.

## Biografia
Dopo aver completato gli studi il 3 agosto 1892, Eberhard si unì come cadetto al reggimento di artiglieria da campo Feldartillerie-Regiment "König Karl" (1. Württembergisches) Nr. 13 dell'esercito del Württemberg di stanza a Ulm.
Fu nominato guardiamarina il 18 marzo 1893, promosso sottotenente il 25 novembre 1893, primo luogotenente il 25 febbraio 1902. Dall'ottobre 1902 al luglio 1905, frequentò l'Accademia di guerra prussiana a Berlino. Dopo essere tornato nel suo reggimento, il 25 febbraio 1907, divenne la 27. Feldartillerie-Brigade (2. Königlich Württembergische) e qui fu impiegato come aiutante.
Come capitano, dal 25 febbraio 1908, fu nominato capo batteria nel 4. Württembergisches Feldartillerie-Regiment Nr. 65 a Ludwigsburg il 25 luglio 1910. Eberhard rimase in questa posizione fino al suo trasferimento alla scuola di artiglieria da campo il 1º ottobre 1913.

### Prima guerra mondiale
Con lo scoppio della prima guerra mondiale, Eberhard tornò al 65º reggimento di artiglieria da campo, riprese la sua posizione di comandante di batteria e fu schierato sul fronte orientale. Dopo essere stato promosso maggiore il 27 gennaio 1915, gli fu affidato il comando della 2ª Divisione del reggimento, che dal 4 settembre 1916 era direttamente subordinata alla 26. Division (1. Königlich Württembergische).
A partire dal 10 aprile 1918 fu nominato comandante del 501º reggimento di artiglieria da campo con il quale prestò servizio sul fronte occidentale. Dopo la fine della guerra ricondusse il reggimento a casa, dove fu smobilitato a Minden il 21 dicembre 1918 e infine sciolto nel giugno 1919.

### Reichswehr
Eberhard fu accettato nella Reichswehr provvisoria e fu inizialmente impiegato dal 1º luglio 1919 al 1º ottobre 1920 come comandante del Reichswehr-Artillerie-Regiments 5. Dopo la riduzione e la formazione dell'esercito di 100000 uomini, fu poi impiegato fino al 1º ottobre 1922 come comandante della II Divisione (Baden) del 5º Reggimento di artiglieria a Ulm e promosso tenente colonnello il 18 ottobre 1920.
Fu nominato comandante di Ulm il 1º aprile 1923 e promosso colonnello il 1º novembre. In seguito fu sollevato dalle sue funzioni il 31 marzo 1925 e si ritirò quindi dal servizio attivo, pur avendo ricevuto la promozione a maggiore generale.
Eberhard fu riconosciuto di una serie di onorificenze militari.

### NSDAP e SS
Nel 1938 Eberhard si unì all'NSDAP con il numero di iscrizione 5645459. Inoltre, fu membro delle SS dal 20 aprile 1939 con il grado di SS-Standartenfuhrer (numero di iscrizione 323045). Dal 1940 fu SS-Oberfuhrer e dal 9 novembre 1942 Brigadeführer delle Allgemeine-SS.

## Seconda guerra mondiale

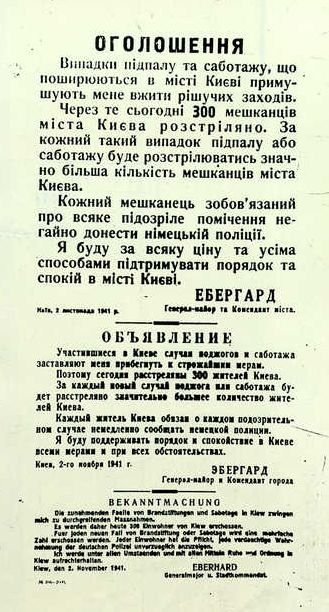
Annuncio della fucilazione degli ostaggi a Kiev

Poco prima dello scoppio della seconda guerra mondiale, Eberhard fu richiamato in servizio il 26 agosto 1939 nell'esercito della Wehrmacht. All'inizio della campagna occidentale, Eberhard fu assegnato allo stato maggiore del comandante della retroguardia nell'area 550, utilizzato per guidare l'organizzazione locale dell'artiglieria sulla riva destra del Reno nel comando di sezione Oberkirch/Wehrkreis V. Lo staff di Eberhard fu sciolto il 7 luglio 1940 (BA/MA 41/963).
Dal 13 maggio 1941 al 30 giugno 1942 ha poi agito come comandante del Feldkommandantur 195. Il 26 settembre 1941 ha assunto la carica di comandante della città di Kiev prendendo parte a una riunione nei suoi uffici in cui fu organizzato il massacro di Babij Jar, e dove presero parte il comandante dell'Einsatzgruppe C, Otto Rasch, e lo SS-Standartenfuhrer Paul Blobel, capo del Sonderkommando 4a.
Eberhard riferì a Berlino il 28 settembre 1941:"La Wehrmacht accoglie con favore le misure e chiede un'azione radicale". Fu coinvolto nella registrazione degli ebrei a Kiev, ordinò la fucilazione degli ostaggi e aprì la città al Sonderkommando 4a. All'inizio di luglio 1942, fu collocato nella Führerreserv e trasferito nella OKH, quindi lasciò l'esercito alla fine di novembre 1942.
Dopo la fine della guerra, Eberhard fu preso in custodia dagli Stati Uniti nel novembre 1945, si suicidò l'8 settembre 1947 a Stoccarda.